# Мали Нишел
Мали Нишел (грч. Νησελλούδι, Ниселуди) је насељено место у општини Александрија у периферији Средишња Македонија, Грчка. Према попису из 2021. године било је 118 становника.
Према бугарском географу и историчару, Василу Канчову, у Малом Нишелу је 1900. године живело 65 Словена хришћана. Македонски историчар Тодор Симовски, наводи да је Мали Нишел хеленизовано словенско насеље. После 1923. године насељено је 13 грчких избегличких породица из Турске, укупно 50 особа.